# Inaedificatio
La inaedificatio era un principio del diritto romano, relativamente ai diritti soggettivi reali, per cui un soggetto proprietario di un fondo su cui è costruito un edificio, può non essere proprietario dei materiali di costruzione dell'edificio stesso. 
Questo fenomeno era possibile perché i materiali (conci di tufo, marmi, tegole, tubi, ecc..) una volta distrutto l'edificio potevano essere riutilizzati nella loro totalità per la costruzione di uno nuovo.